# Масхадов Аслан Алійович
Асла́н Алі́йович Масха́дов (чеч. Masxadan Ali kant Aslan; 21 вересня 1951, Шокай, Казахська РСР — 8 березня 2005, Толстой-Юрт, Чечня) — президент Чеченської республіки Ічкерії (1997–2005 рр.)

## Життєпис

### Раннє життя
Народився 21 вересня 1951 року в селі Шокай Осакаровського району Карагандинської області Казахської РСР, куди його родина разом з іншими чеченцями була депортована Сталіним. У 1957 році його батьки повернулися до Чечні.

### Освіта і військова служба
У 1972 році закінчив Тбіліське вище артилерійське училище, у 1981 р. — військову академію ім. Калініна в Ленінграді (тепер Санкт-Петербург).
Служив на Далекому Сході, у Південній групі військ в Угорщині, у Прибалтійському військовому окрузі. Службу в Радянській армії закінчив у званні полковника. У 1992 році подав рапорт про відставку зі Збройних Сил та повернувся на батьківщину.

### У штабі Дудаєва
З 1992 року очолює цивільну оборону Чечні, потім призначається заступником начальника головного штабу чеченської армії, у 1994–1996 р. — начальник головного штабу.

### Перша російсько-чеченська війна
У Першу російсько-чеченську війну з грудня 1994 р. по січень 1995 р. Аслан Масхадов очолював оборону президентського палацу в Грозному. У лютому 1995 року Джохар Дудаєв присвоїв Масхадову звання дивізійного генерала.
За планом Масхадова, чеченці пропустили російські танки в центр міста, після чого завдали ударів так, щоб підбиті бойові машини блокували іншим шляхи відходу, а потім з верхніх поверхів будинків розстріляли танки, які не могли маневрувати на вузьких вулицях.
Штаб збройних сил Ічкерії був розміщений їм в горах на кордоні Веденського і Ножай-Юртовського районів. У травні 1995 року під час оголошеного російськими військами мораторію на бойові дії Масхадов провів перегрупування, реорганізувавши сили.
У серпні-жовтні 1995 року очолював чеченських повстанців на переговорах з російським урядом. Відповідно до досягнутих домовленостей, Масхадов був призначений головою спеціальної спостережної комісії.
Під керівництвом Масхадова було здійснено напади на Грозний, Аргун і Гудермес 6 серпня 1996 року. Згідно з його заявою, операція була зроблена для того, «щоб показати всьому світу і перш за все Росії бойовий потенціал Збройних сил ЧРІ». 1995 року прокуратура РФ порушила проти Масхадова кримінальну справу (створення збройних формувань, зрада батьківщині, бандитизм) і оголосила його в розшук.
1995 і 1996 рр. він неодноразово представляв владу Чечні на переговорах з російською владою, а 31 серпня 1996 року підписав з Олександром Лебедем Хасавюртівські угоди, згідно з якими розгляд питання про статус Чечні відкладалося до 31 грудня 2001 року.

### Міжвоєнний період
17 жовтня 1996 року призначений на посаду прем'єр-міністра коаліційного уряду Чечні.
27 січня 1997 року Масхадов був обраний президентом Чеченської Республіки Ічкерія, а з лютого 1997 року зайняв посаду і голови уряду. Навесні 1999 року він вводить в Чечні шаріатське правління, створює державно-релігійну раду — Шуру, розпускає парламент.

### Зовнішня політика
У листопаді 1997 року їздив в США, де зустрівся з кількома американськими конгресменами і координатором Держдепартаменту по країнах СНД Стівеном Сестановичом.
У березні 1998 року їздив до Лондона, де зустрівся з лордом Алістером Макальпіном і колишнім прем'єр-міністром Маргарет Тетчер.
У серпні 1998 Масхадов провів другу поїздку в США, де виступив на Міжнародній конференції ісламської єдності в Вашингтоні. Чеченська делегація запропонувала вкласти в Чечню 30 млрд дол.

### Загострення ситуації в Ічкерії
Під час міжвоєнної кризи в Ічкерії у 1998—1999 рр. у Чечні сталося кілька гучних викрадень — іноземних та російських працівників з вимогами викупу. В грудні 1998 року під приводом «проросійської позиції» проти Масхадова виступили польові командири Шаміль Басаєв, Салман Радуєв та Хункар Ісрапілов. Однак шаріатський суд не знайшов причин для його звільнення з посади президента. В результаті конфлікту з польовими командирами Масхадов втратив контроль над більшою частиною території за межами Грозного.
До середини 1998 року в Чечні налічувалося близько 300 загонів бойовиків, що не входили в структуру «збройних сил ЧРІ». Найбільші з них: Армія генерала Дудаєва під командуванням Радуєва, загони Шаміля Басаєва і Хаттаба. Угруповання Радуєва налічувало до 3000 бійців і 16 одиниць бронетехніки, в угрупованні Басаєва людей і бронетехніки було не менше, загони Хаттаба налічували близько 500 осіб. Протиставити їм Масхадов міг 7000 бойовиків і 60 одиниць бронетехніки.
Влітку 1999 року протистояння між прихильниками Масхадова і радикальною опозицією різко загострилося. 4 червня чеченське телебачення передало звернення Масхадова до опозиції: «Встаньте поруч зі мною. Підтримайте мене, як ви це зробили під час війни і на президентських виборах. Допоможіть мені позбавити Чечню від ганебного викрадення людей», і оголосив, що «республіка знаходиться на межі міжусобної і міжтейпової війни».
Після вторгнення бойовиків Шаміля Басаєва до Дагестану влітку 1999 року Масхадов виступив з осудом, однак заходів для протидії бойовикам не робив.

### Друга російсько-чеченська війна
З наступом російських військ у вересні 1999 року Аслан Масхадов пішов у підпілля.
2 березня 2000 року Аслан Масхадов був оголошений Росією у федеральний розшук, а в 2002 році — у міжнародний розшук. Масхадову було висунуте заочне «звинувачення» в збройному заколоті, організації незаконних збройних формувань, а також у замаху на життя співробітників правоохоронних органів. До 2002 року Масхадов з невеликим загоном перебував переважно в гірській частині Чечні. У 2002 році на загальних зборах всіх польових командирів («Великий Меджліс») повстанці домовилися про єдине командування, і підрозділи раніше опозиційної терористичної організації «Маджлісуль Шура» Шаміля Басаєва і Хаттаба перейшли під командування Масхадова (був сформований новий колегіальний орган «Державний Комітет Оборони — Маджлісуль Шура», до якого, згідно з прийнятими поправками до конституції ЧРІ, на час війни переходила вся повнота влади).
Аслан Масхадов до самого кінця свого життя засуджував напади на цивільних і називав організаторів Бесланської трагедії божевільними, які втратили глузд від російської брутальності. В останні роки свого життя Масхадов втратив опору серед населення і бойовиків, формально залишаючись обраним керівником Чечні, з яким, на думку зарубіжної громадськості, російське керівництво могло б вести переговори про політичне врегулювання в республіці. Багато його соратників, не витримавши партизанської війни, здалися владі і припинили відкритий опір.

### Загибель
Був вбитий 8 березня 2005 року спецпідрозділом ФСБ Росії у селищі Толстой-Юрт, де він переховувався в підземному бункері під будинком одного з далеких родичів. В ході штурму росіяни привели в дію вибуховий пристрій, від ударної хвилі якого було зруйновано половину будинку. Затримані помічник Масхадова Вахід Мурдашев, племінник Масхадова Вісхан Хаджимуратов, а також Скандарбек Юсупов і Ільяс Ірісханов засуджені на різні терміни позбавлення волі.